# Leichtathletik-Europameisterschaften 1950/200 m der Männer

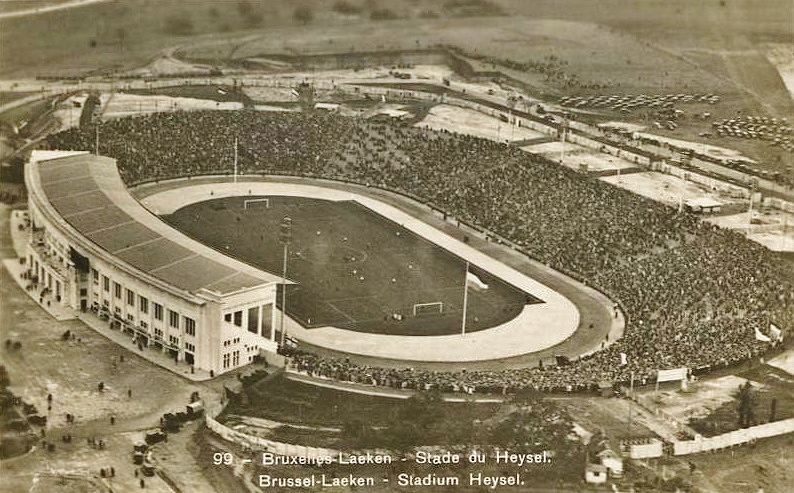
Das Brüsseler Heysel-Stadion in einer Luftaufnahme von 1935

Der 200-Meter-Lauf der Männer bei den Leichtathletik-Europameisterschaften 1950 wurde vom 25. bis 27. August 1950 im Heysel-Stadion der belgischen Hauptstadt Brüssel ausgetragen.
Europameister wurde der Brite Brian Shenton. Auf den zweiten Platz kam der Franzose Étienne Bally. Bronze ging an den Niederländer Jan Lammers.

## Bestehende Rekorde
| Weltrekord, gerade Bahn   | 20,3 s – gelaufen über 220 yds = 201,168 m | Jesse Owens        | Ann Arbor, USA                    | 25. Mai 1935       |
| Weltrekord, volle Kurve   | 20,7 s                                     | Jesse Owens        | Finale OS Berlin, Deutsches Reich | 5. August 1936     |
| Europarekord, gerade Bahn | 20,9 s                                     | Helmut Körnig      | Berlin, Deutsches Reich           | 19. August 1928    |
| Europarekord, volle Kurve | 21,0 s                                     | Helmut Körnig      | Bochum, Deutsches Reich           | 26. August 1928    |
| Europarekord, volle Kurve | 21,0 s                                     | József Kovács      | Budapest, Ungarn                  | 15. Oktober 1933 a |
| Europarekord, volle Kurve | 21,0 s                                     | Jakob Scheuring    | Stuttgart, Deutsches Reich        | 30. August 1941    |
| Europarekord, volle Kurve | 21,0 s                                     | Harald Mellerowicz | Krakow, Deutsches Reich           | 20. September 1942 |
| Meisterschaftsrekord      | 21,2 s                                     | Martinus Osendarp  | EM Paris, Frankreich              | 4. September 1938  |

Anmerkungen:
- Im 200-Meter-Lauf unterschied der Weltleichtathletikverband (früher "IAAF") erst ab 1951 zwischen Rekorden auf gerader Bahn und mit voller Kurve, deshalb sind oben beide Varianten aufgeführt.[3]

- Bei den Europarekorden ist aufgrund der in den Quellen mit aufgeführten Leistungen für die geraden Bahnen nicht ganz eindeutig, ob alle für die volle Kurve oben aufgelisteten Zeiten den offiziellen Kriterien entsprachen.
- a Die Zeit des József Kovács wurde nie in die Listen des Weltleichtathletikverbands übernommen.[2]

Der bestehende EM-Rekord wurde bei diesen Europameisterschaften nicht erreicht. Die schnellste Zeit von 21,5 s wurde vom britischen Europameister Brian Shenton dreimal gelaufen:
- zweiter Vorlauf am 25. August bei Windstille
- zweites Halbfinale am 26. August bei einem Gegenwind von 0,5 m/s
- Finale am 27. August bei einem Gegenwind von 0,7 m/s

Den bestehenden Meisterschaftsrekord verfehlte er damit um 0,3 Sekunden. Zum Europarekord (volle Kurve) fehlten ihm 0,5 Sekunden, zum Weltrekord (volle Kurve) 0,8 Sekunden.

## Vorrunde
25. August 1950, 17.15 Uhr
Die Vorrunde wurde in sechs Läufen durchgeführt. Die ersten beiden Athleten pro Lauf – hellblau unterlegt – qualifizierten sich für das Halbfinale. Auch hier gab es wie schon bei früheren Europameisterschaften eine ungleiche Einteilung der Vorläufe. Die Rennen vier bis sechs waren mit jeweils fünf Teilnehmern besetzt, das erste und zweite mit je vier Läufern. Im dritten Rennen starteten nur zwei Athleten, die lediglich das Ziel erreichen mussten, um in der nächsten Runde dabei zu sein.

### Vorlauf 1
Wind: ±0,0 m/s
| Platz | Name            | Nation     | Zeit (s) |
| ----- | --------------- | ---------- | -------- |
| 1     | Étienne Bally   | Frankreich | 21,6     |
| 2     | Stig Danielsson | Schweden   | 22,4     |
| 3     | Fred Hammer     | Luxemburg  | 22,5     |
| 4     | Jaakko Suikkari | Finnland   | 22,7     |

### Vorlauf 2
Wind: ±0,0 m/s
| Platz | Name           | Nation         | Zeit (s) |
| ----- | -------------- | -------------- | -------- |
| 1     | Brian Shenton  | Großbritannien | 21,5     |
| 2     | Jan Lammers    | Niederlande    | 22,0     |
| 3     | Knud Schibsbye | Dänemark       | 22,1     |
| 4     | Hector Gosset  | Belgien        | 22,6     |

### Vorlauf 3
Wind: ±0,0 m/s
| Platz | Name            | Nation  | Zeit (s) |
| ----- | --------------- | ------- | -------- |
| 1     | Mario Colarossi | Italien | 22,4     |
| 2     | Willy Burgisser | Schweiz | 22,5     |

### Vorlauf 4
Wind: ±0,7 m/s
| Platz | Name              | Nation         | Zeit (s) |
| ----- | ----------------- | -------------- | -------- |
| 1     | Yves Camus        | Frankreich     | 22,0     |
| 2     | Angelo Moretti    | Italien        | 22,0     |
| 3     | John Gregory      | Großbritannien | 22,1     |
| 4     | Henry Johansen    | Norwegen       | 22,1     |
| 5     | Jean-Petit Hammer | Luxemburg      | 22,9     |

### Vorlauf 5
Wind: +0,2 m/s
| Platz | Name             | Nation       | Zeit (s) |
| ----- | ---------------- | ------------ | -------- |
| 1     | Petar Pecelj     | Jugoslawien  | 22,0     |
| 2     | Lewan Sanadse    | Sowjetunion  | 22,1     |
| 3     | Fernand Linssen  | Belgien      | 22,4     |
| 4     | Knut Moum        | Norwegen     | 22,6     |
| 5     | Michail Tsokalis | Griechenland | 22,8     |

### Vorlauf 6
Wind: +0,4 m/s
| Platz | Name               | Nation      | Zeit (s) |
| ----- | ------------------ | ----------- | -------- |
| 1     | Wladimir Sucharew  | Sowjetunion | 21,9     |
| 2     | Ásmundur Bjarnason | Island      | 22,0     |
| 3     | Willy Eichenberger | Schweiz     | 22,7     |
| 4     | Tomas Paquete      | Portugal    | 23,1     |
| 5     | Lennart Lindberg   | Finnland    | 23,3     |

## Halbfinale
26. August 1950
In den beiden Halbfinalläufen qualifizierten sich die jeweils ersten drei Athleten – hellblau unterlegt – für das Finale.

### Lauf 1
Wind: +0,6 m/s
| Platz | Name            | Nation      | Zeit (s) |
| ----- | --------------- | ----------- | -------- |
| 1     | Étienne Bally   | Frankreich  | 21,9     |
| 2     | Angelo Moretti  | Italien     | 21,9     |
| 3     | Jan Lammers     | Niederlande | 22,0     |
| 4     | Lewan Sanadse   | Sowjetunion | 22,0     |
| 5     | Mario Colarossi | Italien     | 22,0     |
| 6     | Stig Danielsson | Schweden    | 22,1     |

### Lauf 2
Wind: −0,5 m/s
| Platz | Name               | Nation         | Zeit (s) |
| ----- | ------------------ | -------------- | -------- |
| 1     | Brian Shenton      | Großbritannien | 21,5     |
| 2     | Yves Camus         | Frankreich     | 21,7     |
| 3     | Ásmundur Bjarnason | Island         | 21,9     |
| 4     | Wladimir Sucharew  | Sowjetunion    | 21,9     |
| 5     | Petar Pecelj       | Jugoslawien    | 22,0     |
| 6     | Willy Burgisser    | Schweiz        | 22,6     |

## Finale

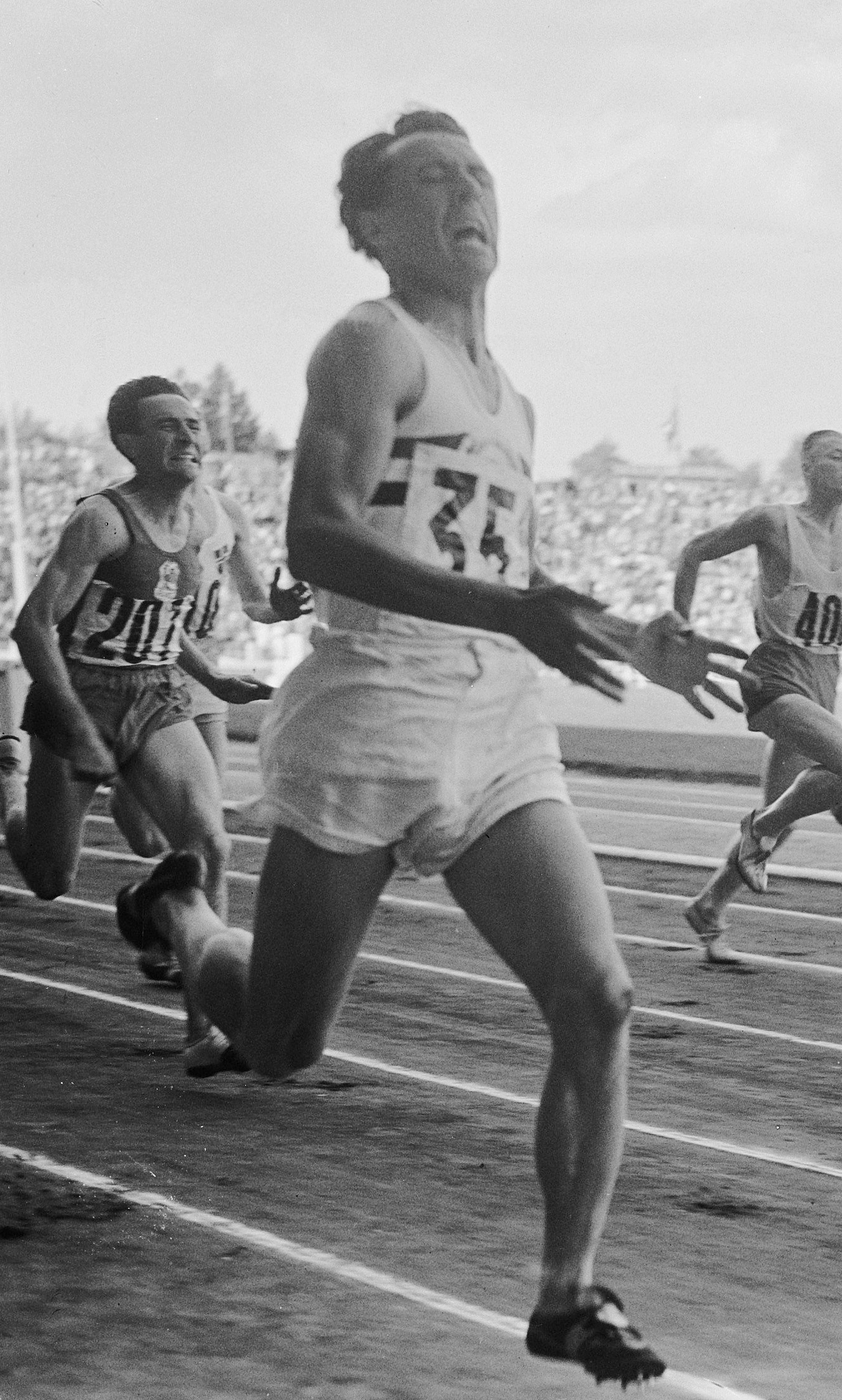
Kurz vor dem Ziel: Brian Shenton führt, links hinter ihm Étienne Bally, rechts von Shenton der drittplatzierte Jan Lammers
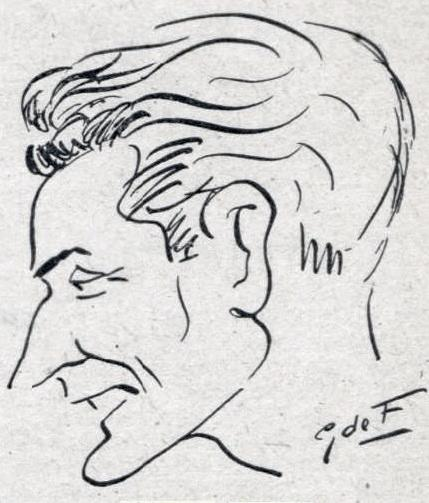
Étienne Bally – Vizeeuropameister über 200 Meter, Europameister über 100 Meter – in einer Karikaturzeichnung
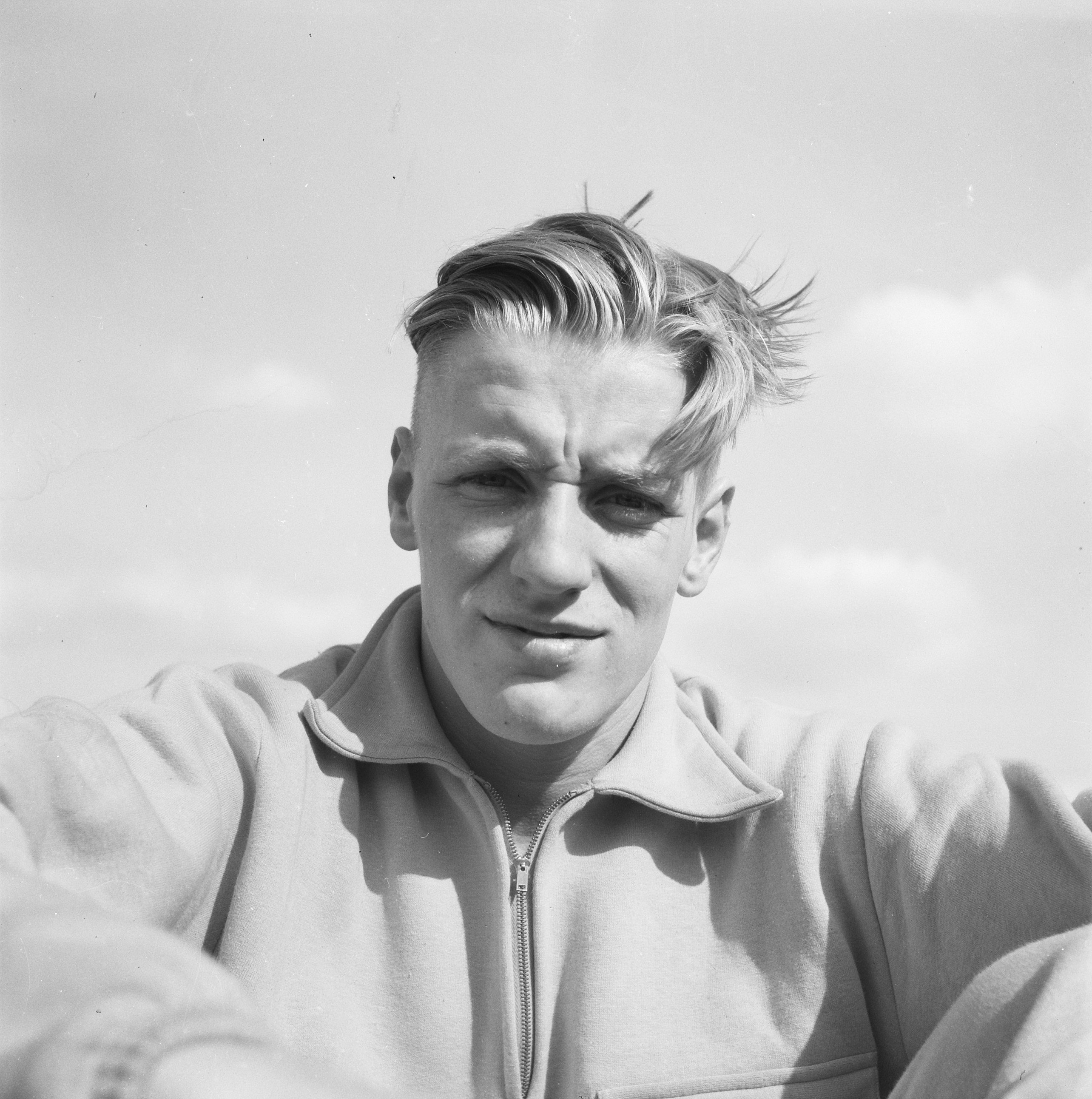
Bronzemedaillengewinner Jan Lammers

27. August 1950
Wind: −0,7 m/s
| Platz | Name               | Nation         | Zeit (s) |
| ----- | ------------------ | -------------- | -------- |
| 1     | Brian Shenton      | Großbritannien | 21,5     |
| 2     | Étienne Bally      | Frankreich     | 21,8     |
| 3     | Jan Lammers        | Niederlande    | 22,1     |
| 4     | Angelo Moretti     | Italien        | 22,1     |
| 5     | Ásmundur Bjarnason | Island         | 22,1     |
| 6     | Yves Camus         | Frankreich     | 22,2     |